# Silver Cliff, Colorado
Silver Cliff är en ort i Custer County, Colorado, USA.